# Großer Preis von Malaysia 2015
Der Große Preis von Malaysia 2015 (offiziell 2015 Formula 1 Petronas Malaysia Grand Prix) fand am 29. März auf dem Sepang International Circuit in Sepang statt und war das zweite Rennen der Formel-1-Weltmeisterschaft 2015.

## Bericht

### Hintergrund
Nach dem Großen Preis von Australien führte Lewis Hamilton in der Fahrerwertung mit sieben Punkten vor Nico Rosberg und mit zehn Punkten vor Sebastian Vettel. In der Konstrukteurswertung führte Mercedes mit 28 Punkten vor Ferrari und mit 29 Punkten vor Sauber.
Beim Großen Preis von Malaysia stellte Pirelli den Fahrern die Reifenmischungen P Zero Hard (orange) und P Zero Medium (weiß) sowie für Nässe Cinturato Intermediates (grün) und Cinturato Full-Wets (blau) zur Verfügung.
Die DRS-Zonen blieben im Vergleich zum Vorjahr unverändert. Die erste Zone befand sich auf der Gegengeraden und begann 104 Meter nach Kurve 14. Der Messpunkt für diese Zone lag 54 Meter nach Kurve 12. Die zweite DRS-Zone befand sich auf der direkt anschließend folgenden Start-Ziel-Geraden und begann 28 Meter hinter Kurve 15. Der Messpunkt für diese DRS-Zone befand sich 16 Meter nach dem Scheitelpunkt von Kurve 15.
Auf der Boxenmauer wurden zusätzliche Fangzäune errichtet, um die Marshals an der Start-Ziel-Geraden zu schützen, ansonsten gab es keine Änderungen an der Strecke.
Fernando Alonso kehrte bei diesem Rennen zu McLaren zurück. Aufgrund einer bei einem Unfall während der Testfahrten vor Saisonbeginn erlittenen Gehirnerschütterung musste er die Teilnahme beim Saisonauftakt absagen. Nachdem Giedo van der Garde beim Großen Preis von Australien auf seinen Einsatz bei Sauber verzichtete, obwohl ihm laut einem Gerichtsurteil ein Cockpit als Einsatzfahrer zustand, wurde vor dem Großen Preis von Malaysia bekannt, dass der Vertrag mit Sauber aufgelöst wurde und van der Garde eine Ausgleichszahlung in Höhe von 15 Millionen Euro erhielt.
Hamilton bestritt seinen 150. Grand Prix.
Marcus Ericsson, Pastor Maldonado (jeweils fünf), Valtteri Bottas, Romain Grosjean und Sergio Pérez (jeweils zwei) gingen mit Strafpunkten ins Rennwochenende.
Mit Alonso, Vettel (jeweils dreimal), Kimi Räikkönen (zweimal), Jenson Button und Hamilton (jeweils einmal) traten fünf ehemalige Sieger zu diesem Grand Prix an.
Als Rennkommissare fungierten Mick Doohan (AUS), Paul Gutjahr (CHE), Sophee Khoo (MAS) und Radovan Novak (CZE).

### Training

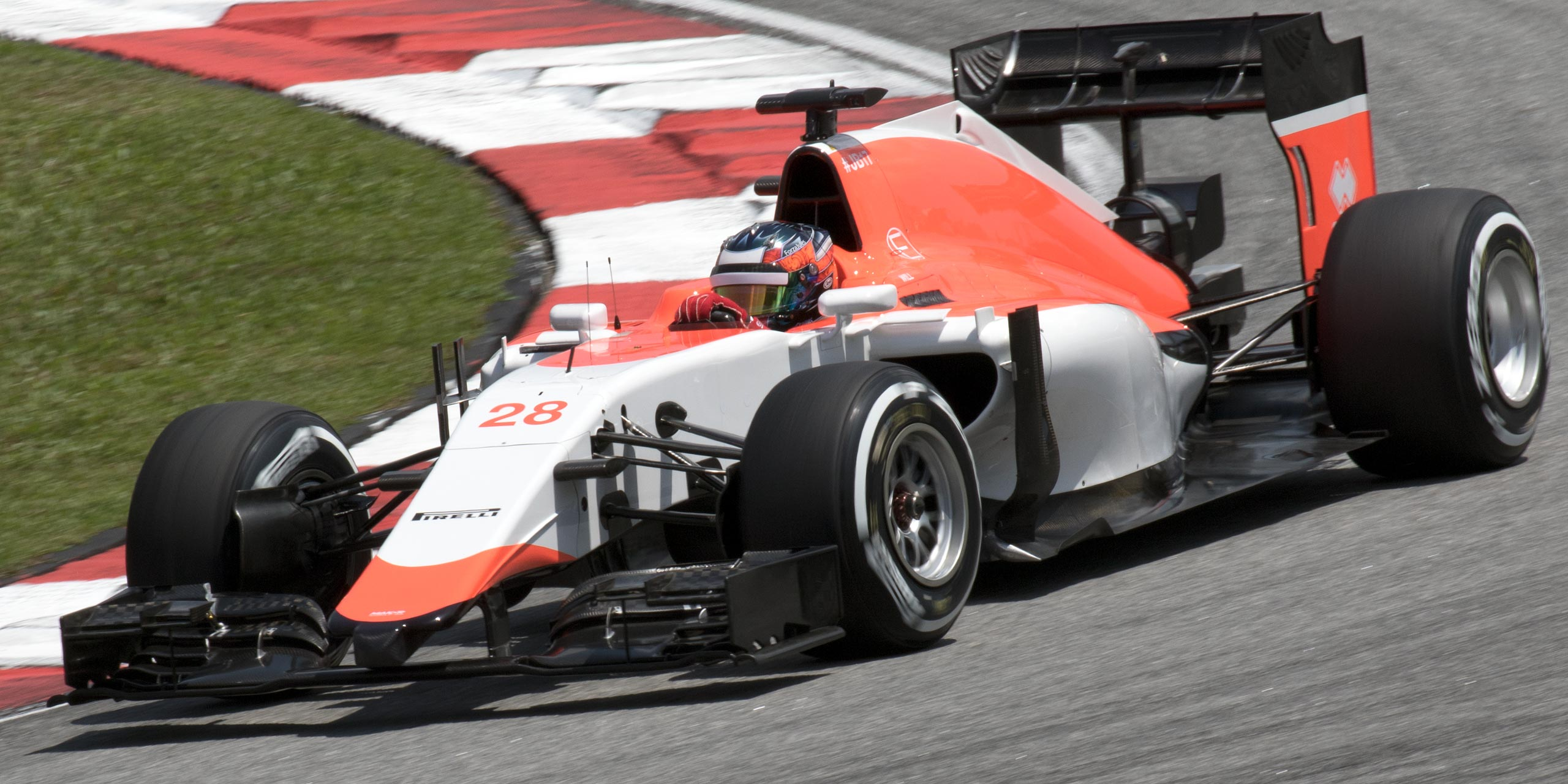
Will Stevens war in Malaysia nur im freien Training auf der Strecke unterwegs

Rosberg fuhr in 1:40,124 Minuten die schnellste Zeit des ersten freien Trainings, gefolgt von Räikkönen und Vettel. Hamilton musste sein Fahrzeug mit einem technischen Defekt abstellen und erzielte als einziger Fahrer im Feld keine Rundenzeit. Während Will Stevens unterhalb der 107-Prozent-Hürde blieb, scheiterte sein Teamkollege Roberto Merhi daran.
Im zweiten freien Training war Hamilton mit einer Rundenzeit von 1:39,790 Minuten Schnellster vor Räikkönen und Rosberg. Merhi scheiterte erneut an der 107-Prozent-Hürde. Das Training musste zweimal unterbrochen werden, nachdem Maldonado Karosserieteile vom linken Seitenkasten auf der Strecke verloren hatte und Merhi sich ins Kiesbett gedreht hatte. Nach dem Training musste der Verbrennungsmotor am Fahrzeug von Button gewechselt werden.
Im dritten freien Training war Rosberg in 1:39,690 Minuten erneut der schnellste Fahrer. Hamilton wurde Zweiter, Räikkönen Dritter. Merhi schaffte erstmals eine Zeit unterhalb der 107-Prozent-Zeit. Sein Teamkollege Stevens scheiterte diesmal an der Hürde.

### Qualifying

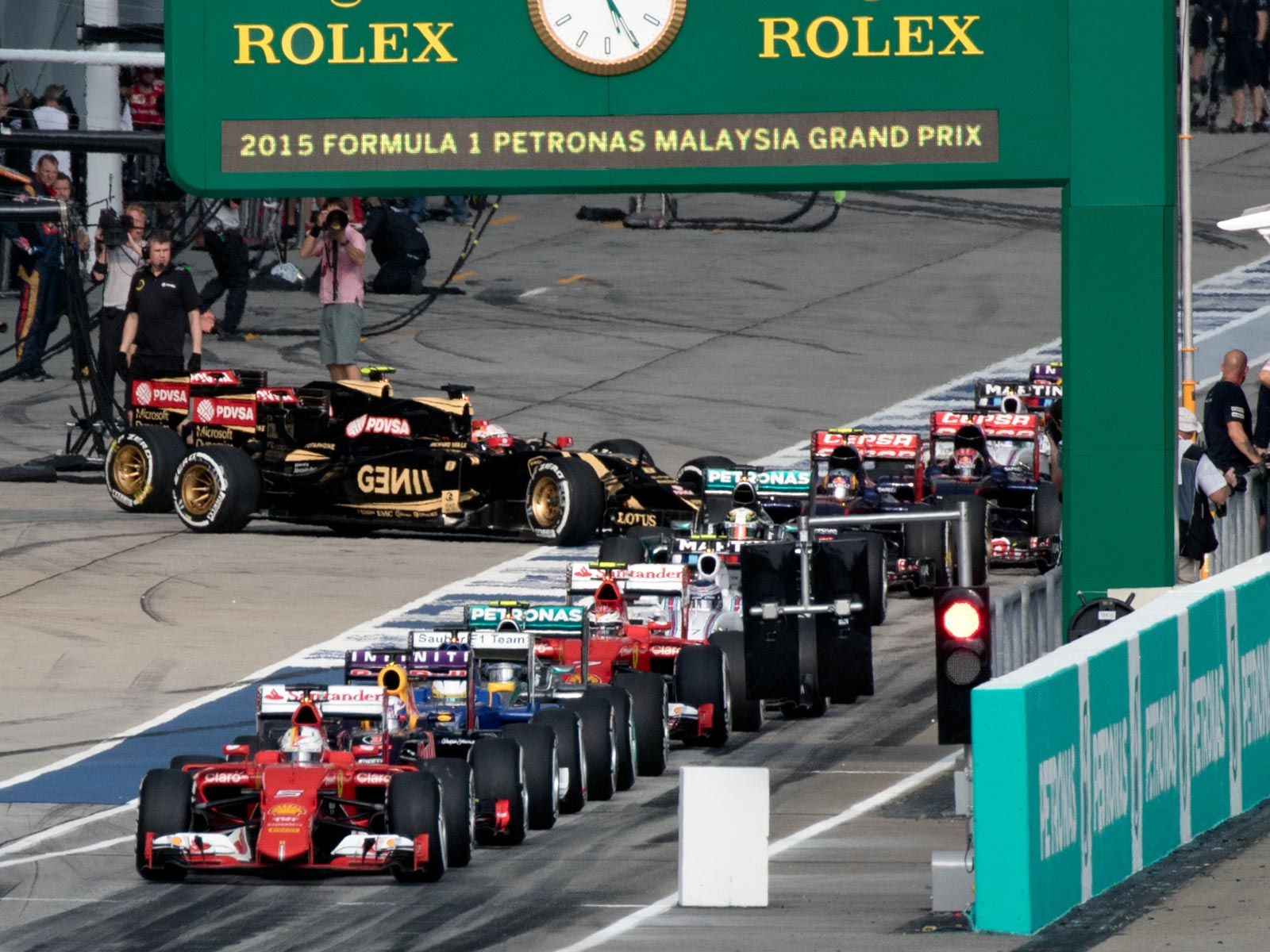
Kurz vor dem Beginn des zweiten Abschnitts warten die Piloten am Ausgang der Boxengasse, da starker Regen angekündigt war. Die Lotus-Piloten kamen sehr spät aus ihren Boxen und schafften es nicht mehr in die Fast Lane.

Das Qualifying bestand aus drei Teilen mit einer Nettolaufzeit von 45 Minuten. Im ersten Qualifying-Segment (Q1) hatten die Fahrer 18 Minuten Zeit, um sich für das Rennen zu qualifizieren. Alle Fahrer, die im ersten Abschnitt eine Zeit erzielten, die maximal 107 Prozent der schnellsten Rundenzeit betrug, qualifizierten sich für den Grand Prix. Die besten 15 Fahrer erreichten den nächsten Teil. Hamilton war am schnellsten. Stevens setzte keine Zeit, da es an seinem Fahrzeug ein Problem mit der Benzinzufuhr gab, sein Teamkollege Merhi scheitere an der Qualifikation. Beide wurden jedoch zum Rennen zugelassen, da sie im freien Training Rundenzeiten unterhalb der 107-Prozent-Zeit gefahren hatten. Die McLaren-Piloten sowie Felipe Nasr schieden aus.
Der zweite Abschnitt (Q2) dauerte 15 Minuten. Die schnellsten zehn Piloten qualifizierten sich für den dritten Teil des Qualifyings. Kurz nach Beginn des Trainings begann es, stark zu regnen, sämtliche Fahrer hatten nur eine schnelle Runde bei trockenen Bedingungen. Rosberg war Schnellster. Carlos Sainz jr., die Force-India-Piloten, Maldonado und Räikkönen schafften es nicht in den letzten Teil des Zeitentrainings. Grosjean hatte beim Ausfahren aus der Boxengasse einen anderen Piloten überholt, er erhielt nach dem Qualifying eine Startplatzstrafe von zwei Plätzen.
Aufgrund der starken Regenfälle verschob sich der Beginn des finalen Abschnittes um 30 Minuten. Dieser ging über eine Zeit von zwölf Minuten, in denen die ersten zehn Startpositionen vergeben wurden. Auf nasser Strecke starteten mehrere Piloten ihren ersten Versuch mit Regenreifen, diese fuhren jedoch keine gezeitete Runde, sondern wechselten sofort auf Intermediates, da die Strecke schnell begann, abzutrocknen. Hamilton fuhr die Bestzeit vor Vettel und Rosberg.

### Rennen

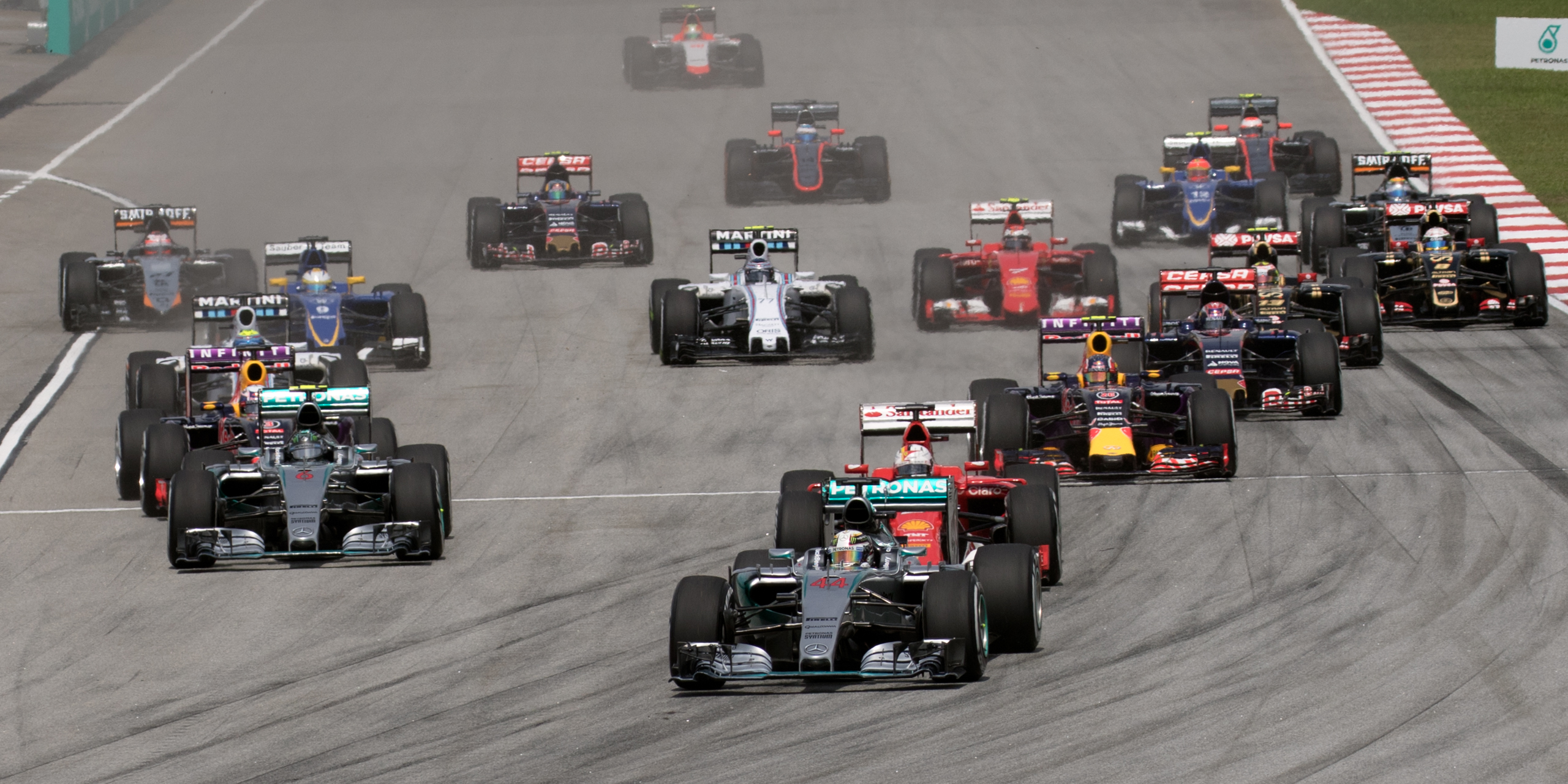
Beim Start verteidigt Hamilton die Spitzenposition vor Vettel und Rosberg

Rund eine Stunde vor dem Rennen gab Manor-Marussia bekannt, dass man die Benzindruck-Probleme am Fahrzeug von Stevens nicht habe beheben können und Stevens daher nicht an den Start gehen könne. Nachdem im Training aufgefallen war, dass das Team niemals beide Fahrzeuge gleichzeitig auf die Strecke geschickt hatte, wurden Spekulationen laut, dass das Team ein bestimmtes, notwendiges Teil nur in einer Ausführung besaß und dieses zwischen beiden Fahrzeugen hin- und hergetauscht werden musste. Manor-Marussia bestritt diese Darstellung jedoch.
Hamilton startete gut und blieb in Führung, Rosberg griff Vettel an, kam jedoch nicht vorbei. Den besten Start hatte Nico Hülkenberg, der sich von Startplatz 13 auf Platz sieben verbesserte. Bottas startete schlecht und fiel ins hintere Feld zurück, wo er mit Maldonado kollidierte, der einen Reifenschaden hinten rechts davontrug. Am Ende der ersten Runde kollidierten Nasr und Räikkönen, dabei beschädigte sich Nasr den Frontflügel, Räikkönen erlitt einen Reifenschaden hinten links.

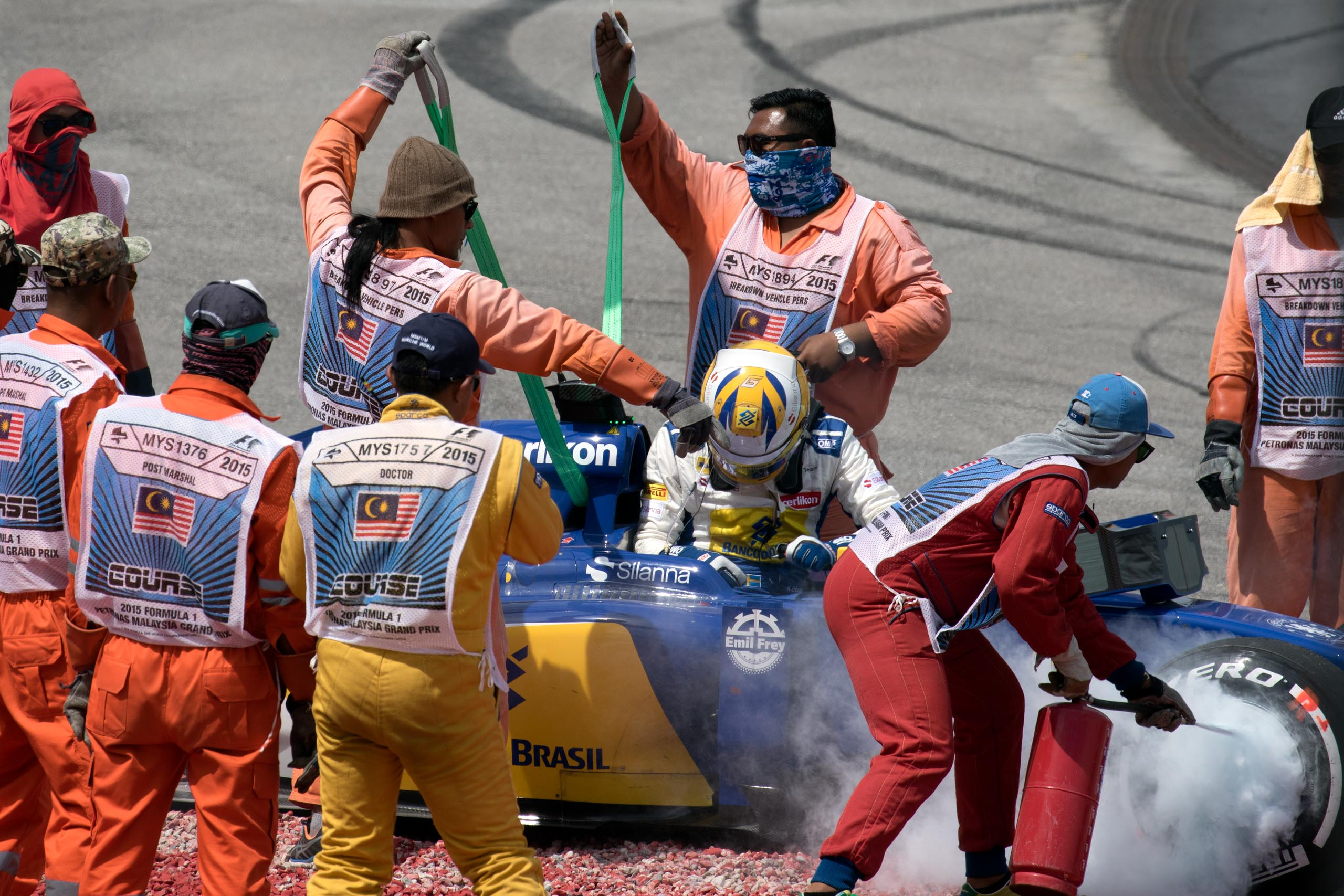
Marcus Ericsson steigt aus seinem Fahrzeug aus, Marshals beginnen mit der Bergung

Ericsson verbremste sich in der vierten Runde in Kurve eins und drehte sich ins Kiesbett. Das Safety-Car wurde auf die Strecke geschickt, damit das Fahrzeug geborgen werden konnte. Vettel, Hülkenberg, Grosjean, Sainz jr. und Pérez blieben auf der Strecke, alle anderen Fahrer gingen zum Reifenwechsel an die Box. Rosberg musste bei seinem Boxenstopp warten, bis der Wagen von Hamilton unmittelbar vor ihm abgefertigt war, daher gingen Daniel Ricciardo und Felipe Massa an ihm vorbei.

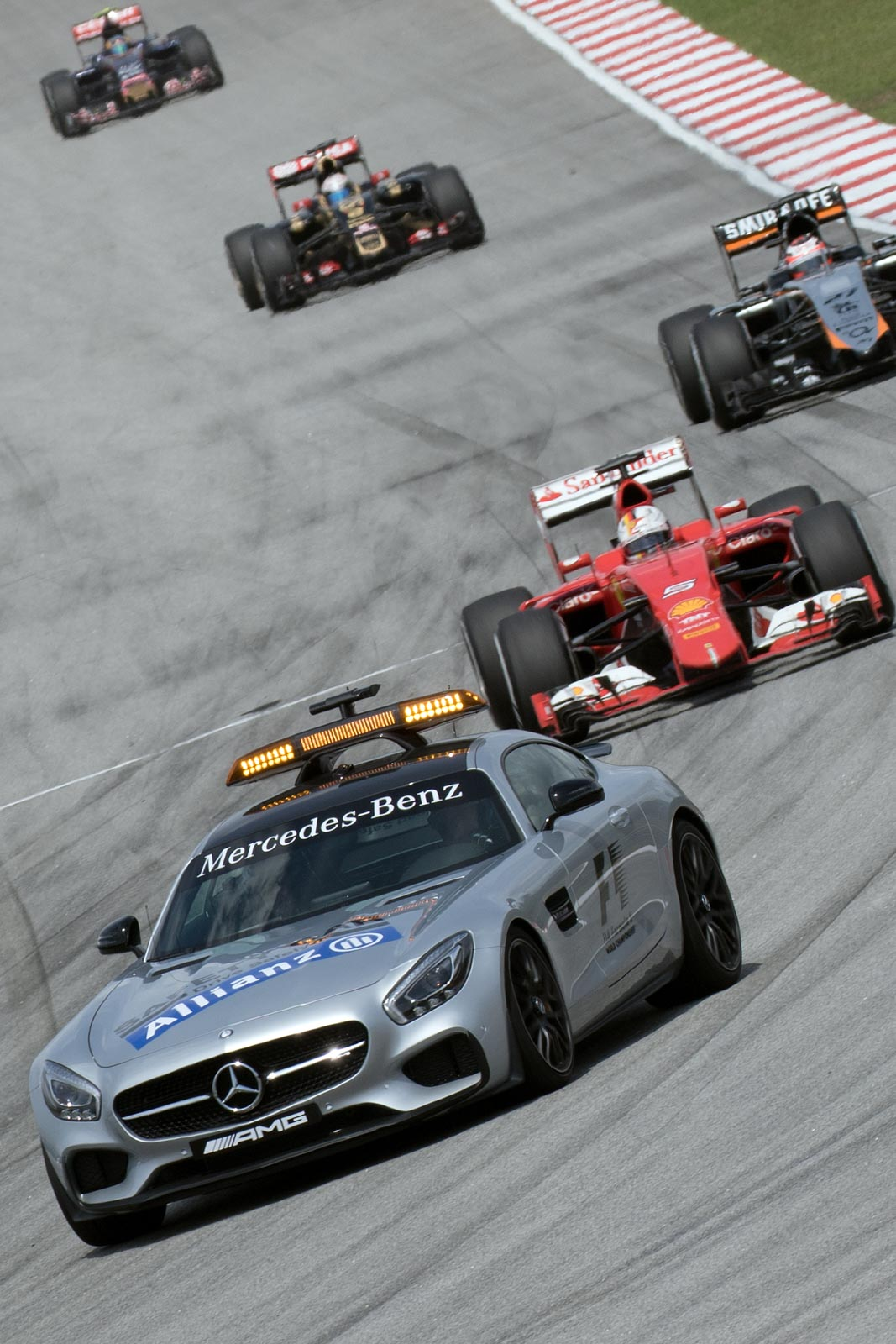
Hinter dem Safety Car liegt Vettel in Führung vor Hülkenberg, Grosjean und Sainz

Vettel führte vor Hülkenberg, Grosjean, Sainz jr., Pérez, Hamilton, Ricciardo, Massa, Rosberg und Max Verstappen. Maldonado erhielt eine 10-Sekunden-Strafe, weil er hinter dem Safety Car zu schnell fuhr und wurde zudem mit drei Strafpunkten belegt. Nach dem Ende der Safety-Car-Phase konnte Hamilton schnell an Pérez vorbeigehen, auch Ricciardo und Massa kamen bereits in der ersten Runde nach der Freigabe des Rennens an Pérez vorbei. Hülkenberg, Grosjean und Sainz jr. hielten den nachfolgenden Hamilton deutlich auf. So konnte Vettel den Vorsprung an der Spitze auf zehn Sekunden ausbauen, bis Hamilton an allen drei vorbeigehen konnte. In der 18. Runde kam Vettel zum ersten Boxenstopp und fiel hinter Hamilton und Rosberg auf den dritten Platz zurück. Er konnte jedoch deutlich schneller als die Mercedes-Piloten fahren und ging an Rosberg vorbei. Alonso musste zu diesem Zeitpunkt auf Platz acht liegend das Rennen mit defekter ERS-Kühlung aufgeben. Als Vettel Hamilton in der 25. Runde eingeholt hatte, ging dieser zum zweiten Reifenwechsel an die Box und wechselte auf die harte Reifenmischung. Zwei Runden später kam auch Rosberg an die Box und wechselte ebenfalls auf die harte Reifenmischung. Hülkenberg und Daniil Kwjat kollidierten in Kurve zwei, Hülkenberg erhielt dafür eine Zehn-Sekunden-Strafe, genau wie sein Teamkollege Pérez, der zuvor mit Grosjean kollidiert war. Alle vier Fahrer konnten jedoch weiterfahren. Hülkenberg und Pérez erhielten zudem jeweils zwei Strafpunkte.

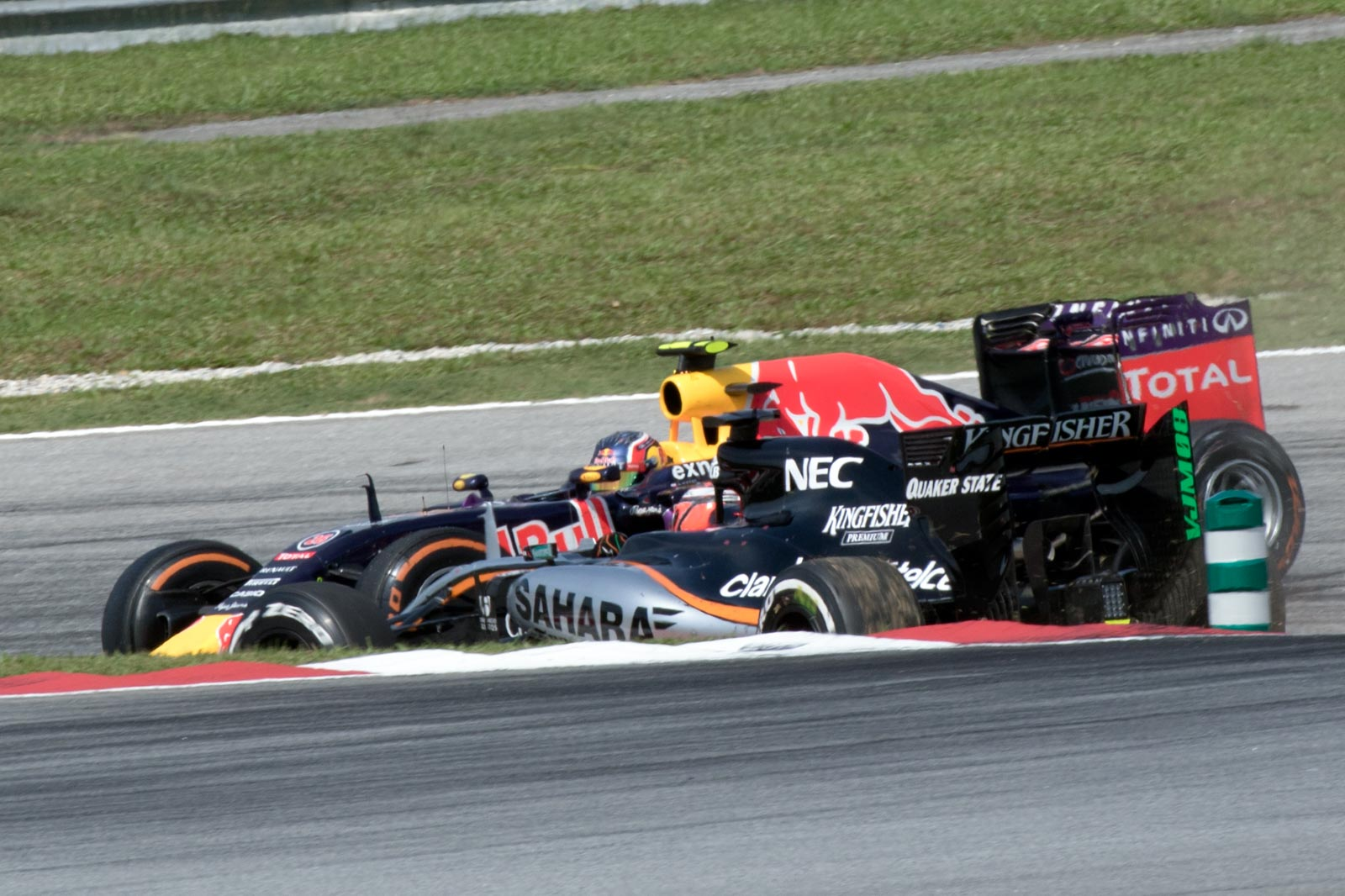
Kwjat dreht sich nach der Kollision mit Hülkenberg (vorne)

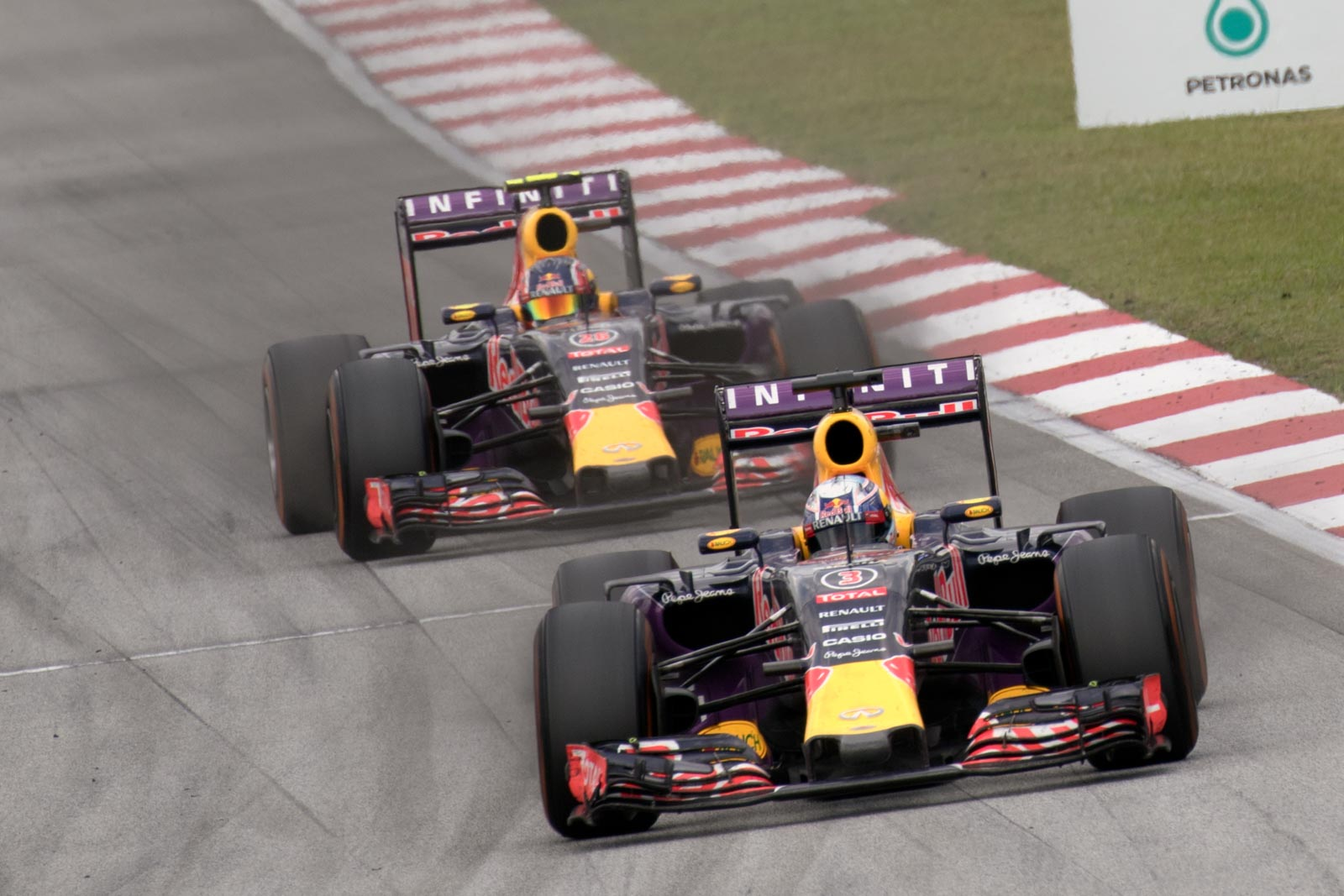
Die beiden Red-Bull-Piloten bekamen Bremsprobleme, bei jedem Bremsvorgang waren Wolken schwarzen Bremsstaubs zu sehen

Hamilton holte auf Vettel auf, der in Runde 38 zu seinem zweiten und letzten Reifenwechsel an die Box ging. Er kam unmittelbar vor Rosberg wieder auf die Strecke und konnte sich auf den neueren Reifen von ihm absetzen. Hamilton ging eine Runde später erneut an die Box und fiel hinter Vettel und Rosberg zurück. Obwohl er einen weiteren Satz der weicheren Reifen gefordert hatte, erhielt er einen neuen Satz harte Reifen, da das Team diese für schneller hielt als die bereits gebrauchten weichen Reifen. Button klagte am Boxenfunk über nachlassende Leistung, er fuhr in langsamer Fahrt zur Box und gab dort mit einem defekten Turbolader auf. In Runde 42 kam auch Rosberg zum dritten Reifenwechsel an die Box, er erhielt jedoch die weichere Mischung. Hamilton und Rosberg fuhren in der Folge schnellere Rundenzeiten als Vettel, es gelang ihnen jedoch nicht, in Schlagdistanz zu kommen. Maldonado musste das Rennen wenige Runden vor Schluss mit einem Bremsdefekt aufgeben. Bottas holte auf Massa auf und konnte in der letzten Runde an seinem Teamkollegen vorbeigehen.

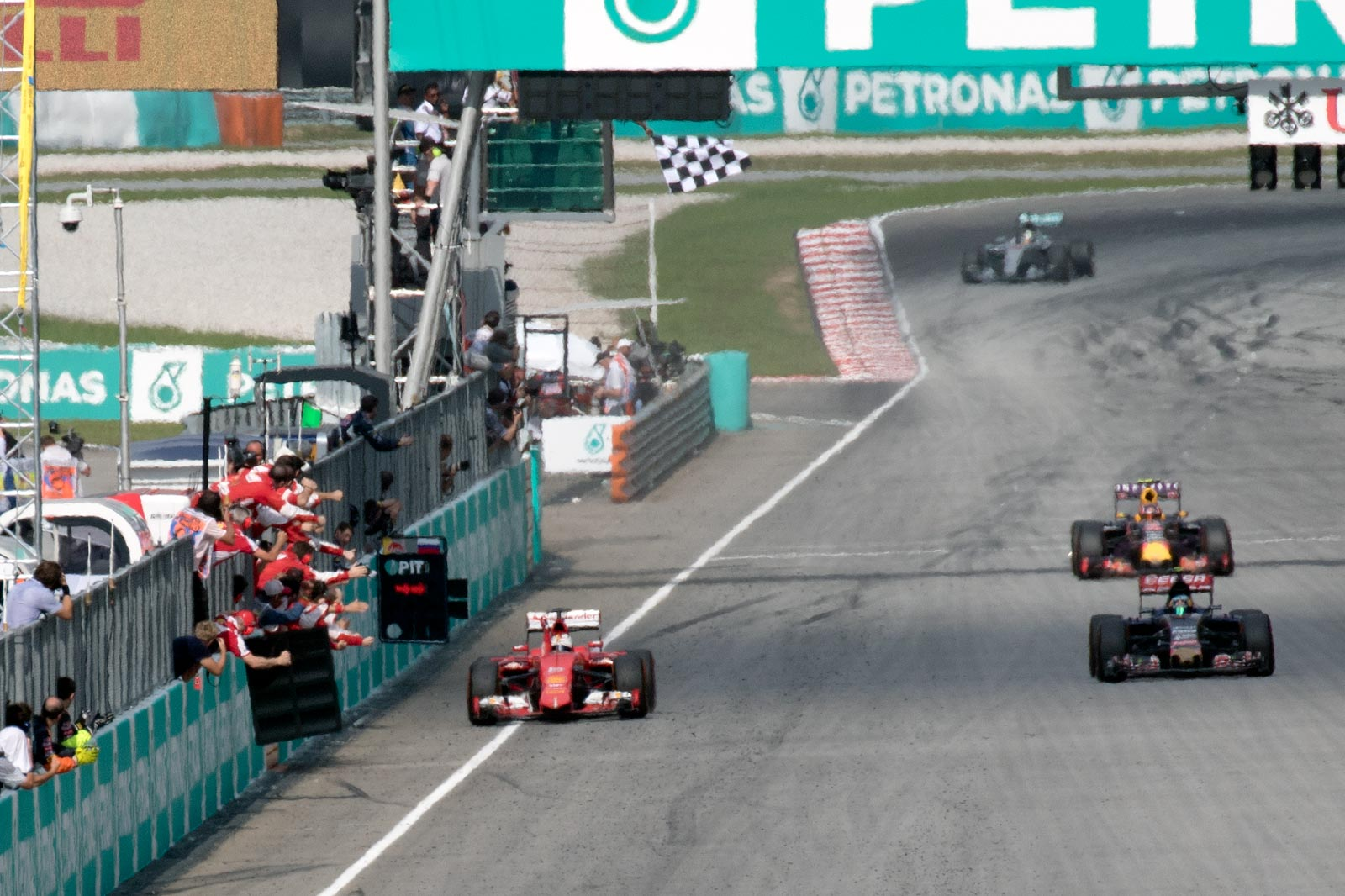
Zieleinlauf: Vettel vor den überrundeten Sainz und Kwjat, Hamilton biegt gerade auf die Zielgerade ein

Vettel gewann das Rennen mit rund neun Sekunden Vorsprung vor Hamilton und Rosberg. Die Top 10 komplettierten Räikkönen, Bottas, Massa, Verstappen, Sainz jr., Kwjat und Ricciardo. Es war Vettels erster Sieg für Ferrari und der erste Ferrari-Sieg seit dem Großen Preis von Spanien 2013, den Alonso gewinnen konnte.
Hamilton behielt die Führung in der Gesamtwertung, Vettel ging an Rosberg vorbei auf Rang zwei. Bei den Konstrukteuren blieb Mercedes vor Ferrari, neuer Drittplatzierter war Williams.

## Meldeliste
| Team                          | Nr. | Fahrer             | Chassis                | Motor                       | Reifen |
| ----------------------------- | --- | ------------------ | ---------------------- | --------------------------- | ------ |
| Mercedes AMG Petronas F1 Team | 44  | Lewis Hamilton     | Mercedes F1 W06 Hybrid | Mercedes-Benz PU106B Hybrid | P      |
| Mercedes AMG Petronas F1 Team | 06  | Nico Rosberg       | Mercedes F1 W06 Hybrid | Mercedes-Benz PU106B Hybrid | P      |
| Infiniti Red Bull Racing      | 03  | Daniel Ricciardo   | Red Bull RB11          | Renault Energy F1 2015      | P      |
| Infiniti Red Bull Racing      | 26  | Daniil Kwjat       | Red Bull RB11          | Renault Energy F1 2015      | P      |
| Williams Martini Racing       | 19  | Felipe Massa       | Williams FW37          | Mercedes-Benz PU106B Hybrid | P      |
| Williams Martini Racing       | 77  | Valtteri Bottas    | Williams FW37          | Mercedes-Benz PU106B Hybrid | P      |
| Scuderia Ferrari              | 05  | Sebastian Vettel   | Ferrari SF15-T         | Ferrari 059/4               | P      |
| Scuderia Ferrari              | 07  | Kimi Räikkönen     | Ferrari SF15-T         | Ferrari 059/4               | P      |
| McLaren Honda                 | 14  | Fernando Alonso    | McLaren MP4-30         | Honda RA615H                | P      |
| McLaren Honda                 | 22  | Jenson Button      | McLaren MP4-30         | Honda RA615H                | P      |
| Sahara Force India F1 Team    | 27  | Nico Hülkenberg    | Force India VJM08      | Mercedes-Benz PU106B Hybrid | P      |
| Sahara Force India F1 Team    | 11  | Sergio Pérez       | Force India VJM08      | Mercedes-Benz PU106B Hybrid | P      |
| Scuderia Toro Rosso           | 33  | Max Verstappen     | Toro Rosso STR10       | Renault Energy F1 2015      | P      |
| Scuderia Toro Rosso           | 55  | Carlos Sainz jr.   | Toro Rosso STR10       | Renault Energy F1 2015      | P      |
| Lotus F1 Team                 | 08  | Romain Grosjean    | Lotus E23 Hybrid       | Mercedes-Benz PU106B Hybrid | P      |
| Lotus F1 Team                 | 13  | Pastor Maldonado   | Lotus E23 Hybrid       | Mercedes-Benz PU106B Hybrid | P      |
| Manor Marussia F1 Team        | 28  | Will Stevens       | Marussia MR03          | Ferrari 059/3               | P      |
| Manor Marussia F1 Team        | 98  | Roberto Merhi      | Marussia MR03          | Ferrari 059/3               | P      |
| Sauber F1 Team                | 09  | Marcus Ericsson    | Sauber C34             | Ferrari 059/4               | P      |
| Sauber F1 Team                | 12  | Felipe Nasr        | Sauber C34             | Ferrari 059/4               | P      |
| Sauber F1 Team                | 36  | Raffaele Marciello | Sauber C34             | Ferrari 059/4               | P      |

Anmerkungen
1. 1 2  Der Sauber mit der Startnummer 36 wurde im ersten freien Training für Marciello eingesetzt. Nasr übernahm das Fahrzeug anschließend für das restliche Rennwochenende mit seiner Startnummer 12.

## Klassifikationen

### Qualifying
| Pos.                                                                      | Fahrer           | Konstrukteur         | Q1         | Q2       | Q3       | Start |
| ------------------------------------------------------------------------- | ---------------- | -------------------- | ---------- | -------- | -------- | ----- |
| 01                                                                        | Lewis Hamilton   | Mercedes             | 1:39,269   | 1:41,517 | 1:49,834 | 01    |
| 02                                                                        | Sebastian Vettel | Ferrari              | 1:39,814   | 1:39,632 | 1:49,908 | 02    |
| 03                                                                        | Nico Rosberg     | Mercedes             | 1:39,374   | 1:39,377 | 1:50,299 | 03    |
| 04                                                                        | Daniel Ricciardo | Red Bull-Renault     | 1:40,504   | 1:41,085 | 1:51,541 | 04    |
| 05                                                                        | Daniil Kwjat     | Red Bull-Renault     | 1:40,546   | 1:41,665 | 1:51,951 | 05    |
| 06                                                                        | Max Verstappen   | Toro Rosso-Renault   | 1:40,793   | 1:41,430 | 1:51,981 | 06    |
| 07                                                                        | Felipe Massa     | Williams-Mercedes    | 1:40,543   | 1:41,230 | 1:52,473 | 07    |
| 08                                                                        | Romain Grosjean  | Lotus-Mercedes       | 1:40,303   | 1:41,209 | 1:52,981 | 10    |
| 09                                                                        | Valtteri Bottas  | Williams-Mercedes    | 1:40,249   | 1:40,650 | 1:53,179 | 08    |
| 10                                                                        | Marcus Ericsson  | Sauber-Ferrari       | 1:40,340   | 1:41,748 | 1:53,261 | 09    |
| 11                                                                        | Kimi Räikkönen   | Ferrari              | 1:40,415   | 1:42,173 | –        | 11    |
| 12                                                                        | Pastor Maldonado | Lotus-Mercedes       | 1:40,361   | 1:42,198 | –        | 12    |
| 13                                                                        | Nico Hülkenberg  | Force India-Mercedes | 1:40,830   | 1:43,023 | –        | 13    |
| 14                                                                        | Sergio Pérez     | Force India-Mercedes | 1:41,036   | 1:43,469 | –        | 14    |
| 15                                                                        | Carlos Sainz jr. | Toro Rosso-Renault   | 1:39,814   | 1:43,701 | –        | 15    |
| 16                                                                        | Felipe Nasr      | Sauber-Ferrari       | 1:41,308   | –        | –        | 16    |
| 17                                                                        | Jenson Button    | McLaren-Honda        | 1:41,635   | –        | –        | 17    |
| 18                                                                        | Fernando Alonso  | McLaren-Honda        | 1:41,745   | –        | –        | 18    |
| 107-Prozent-Zeit: 1:46,218 min (bezogen auf Q1-Bestzeit von 1:39,269 min) |                  |                      |            |          |          |       |
| DNQ                                                                       | Roberto Merhi    | Marussia-Ferrari     | 1:46,677   | –        | –        | 19    |
| DNQ                                                                       | Will Stevens     | Marussia-Ferrari     | keine Zeit | –        | –        | –     |

Anmerkungen
1. ↑  Grosjean wurde um zwei Startpositionen nach hinten versetzt, da er in der Boxengasse überholt hatte.
2. ↑  Merhi wurde erlaubt zu starten, da er im freien Training ausreichend schnell gewesen war.
3. ↑  Stevens wurde erlaubt zu starten, da er im freien Training ausreichend schnell gewesen war. Er wurde allerdings vor dem Rennen zurückgezogen.

### Rennen
| Pos. | Fahrer           | Konstrukteur         | Runden | Stopps | Zeit        | Start | Schnellste Runde |
| ---- | ---------------- | -------------------- | ------ | ------ | ----------- | ----- | ---------------- |
| 01   | Sebastian Vettel | Ferrari              | 56     | 2      | 1:41:05,793 | 02    | 1:43,648 (46.)   |
| 02   | Lewis Hamilton   | Mercedes             | 56     | 3      | + 8,569     | 01    | 1:43,125 (45.)   |
| 03   | Nico Rosberg     | Mercedes             | 56     | 3      | + 12,310    | 03    | 1:42,062 (43.)   |
| 04   | Kimi Räikkönen   | Ferrari              | 56     | 3      | + 53,822    | 11    | 1:44,124 (40.)   |
| 05   | Valtteri Bottas  | Williams-Mercedes    | 56     | 3      | + 1:10,409  | 08    | 1:44,088 (42.)   |
| 06   | Felipe Massa     | Williams-Mercedes    | 56     | 3      | + 1:13,586  | 07    | 1:43,990 (40.)   |
| 07   | Max Verstappen   | Toro Rosso-Renault   | 56     | 3      | + 1:37,762  | 06    | 1:44,579 (42.)   |
| 08   | Carlos Sainz jr. | Toro Rosso-Renault   | 55     | 2      | + 1 Runde   | 15    | 1:45,507 (37.)   |
| 09   | Daniil Kwjat     | Red Bull-Renault     | 55     | 3      | + 1 Runde   | 05    | 1:44,514 (41.)   |
| 10   | Daniel Ricciardo | Red Bull-Renault     | 55     | 3      | + 1 Runde   | 04    | 1:45,312 (42.)   |
| 11   | Romain Grosjean  | Lotus-Mercedes       | 55     | 3      | + 1 Runde   | 10    | 1:44,812 (36.)   |
| 12   | Felipe Nasr      | Sauber-Ferrari       | 55     | 4      | + 1 Runde   | 16    | 1:43,902 (45.)   |
| 13   | Sergio Pérez     | Force India-Mercedes | 55     | 2      | + 1 Runde   | 14    | 1:45,345 (37.)   |
| 14   | Nico Hülkenberg  | Force India-Mercedes | 55     | 3      | + 1 Runde   | 13    | 1:44,822 (46.)   |
| 15   | Roberto Merhi    | Marussia-Ferrari     | 53     | 3      | + 3 Runden  | 19    | 1:49,040 (44.)   |
| –    | Pastor Maldonado | Lotus-Mercedes       | 47     | 3      | DNF         | 12    | 1:45,070 (38.)   |
| –    | Jenson Button    | McLaren-Honda        | 41     | 3      | DNF         | 17    | 1:46,056 (38.)   |
| –    | Fernando Alonso  | McLaren-Honda        | 21     | 1      | DNF         | 18    | 1:48,460 (17.)   |
| –    | Marcus Ericsson  | Sauber-Ferrari       | 3      | 0      | DNF         | 09    | 1:48,760 (03.)   |

## WM-Stände nach dem Rennen
Die ersten zehn des Rennens bekamen 25, 18, 15, 12, 10, 8, 6, 4, 2 bzw. 1 Punkt(e).

### Fahrerwertung
| Pos. | Fahrer           | Konstrukteur         | Punkte |
| ---- | ---------------- | -------------------- | ------ |
| 01   | Lewis Hamilton   | Mercedes             | 43     |
| 02   | Sebastian Vettel | Ferrari              | 40     |
| 03   | Nico Rosberg     | Mercedes             | 33     |
| 04   | Felipe Massa     | Williams-Mercedes    | 20     |
| 05   | Kimi Räikkönen   | Ferrari              | 12     |
| 06   | Felipe Nasr      | Sauber-Ferrari       | 10     |
| 07   | Valtteri Bottas  | Williams-Mercedes    | 10     |
| 08   | Daniel Ricciardo | Red Bull-Renault     | 9      |
| 09   | Nico Hülkenberg  | Force India-Mercedes | 6      |
| 10   | Max Verstappen   | Toro Rosso-Renault   | 6      |
| 11   | Carlos Sainz jr. | Toro Rosso-Renault   | 6      |

| Pos. | Fahrer           | Konstrukteur         | Punkte |
| ---- | ---------------- | -------------------- | ------ |
| 12   | Marcus Ericsson  | Sauber-Ferrari       | 4      |
| 13   | Daniil Kwjat     | Red Bull-Renault     | 2      |
| 14   | Sergio Pérez     | Force India-Mercedes | 1      |
| 15   | Jenson Button    | McLaren-Honda        | 0      |
| 16   | Romain Grosjean  | Lotus-Mercedes       | 0      |
| 17   | Roberto Merhi    | Marussia-Ferrari     | 0      |
| –    | Pastor Maldonado | Lotus-Mercedes       | 0      |
| –    | Fernando Alonso  | McLaren-Honda        | 0      |
| –    | Kevin Magnussen  | McLaren-Honda        | 0      |
| –    | Will Stevens     | Marussia-Ferrari     | 0      |

### Konstrukteurswertung
| Pos. | Konstrukteur       | Punkte |
| ---- | ------------------ | ------ |
| 1    | Mercedes           | 76     |
| 2    | Ferrari            | 52     |
| 3    | Williams-Mercedes  | 30     |
| 4    | Sauber-Ferrari     | 14     |
| 5    | Toro Rosso-Renault | 12     |

| Pos. | Konstrukteur         | Punkte |
| ---- | -------------------- | ------ |
| 06   | Red Bull-Renault     | 11     |
| 07   | Force India-Mercedes | 7      |
| 08   | McLaren-Honda        | 0      |
| 09   | Lotus-Mercedes       | 0      |
| 10   | Marussia-Ferrari     | 0      |